# Stazione di Montemarciano
Stazione di Montemarciano vasútállomás Olaszországban, Marche régióban, Montemarciano településen.

## Vasútvonalak
Az állomást az alábbi vasútvonalak érintik:
- Bologna–Ancona-vasútvonal

## Kapcsolódó állomások
A vasútállomáshoz az alábbi állomások vannak a legközelebb: 
- Stazione di Falconara Marittima
- Stazione di Marzocca